# La nostra quarantena
La nostra quarantena es una película italiana de 2015 dirigida por Peter Marcias y protagonizada por Francesca Neri, Moisé Curia, Michela Sale Musio y El Moudden Ahmed. Está basada en la historia real del barco marroquí Kenza que estuvo varado más de dos años en el puerto de Cagliari. Fue nominada en la categoría de mejor docufilm en los premios Nastro d'argento en 2016.

## Sinopsis
Dieciséis trabajadores marroquíes gobiernan un barco en el puerto de Cagliari. Este barco es prácticamente su hogar, pues allí comen, duermen y llevan a cabo todas las costumbres del Ramadán. Este hecho despierta la atención de una maestra universitaria en Roma (Neri), que decide enviar a uno de sus estudiantes (Curia) a seguir de cerca dicha historia.

## Reparto principal
- Francesca Neri es María Mercadante[1]
- Moisé Curia es Salvatore[1]